# 三都镇 (铜鼓县)
三都镇，是中华人民共和国江西省宜春市铜鼓县下辖的一个乡镇级行政单位。

## 行政区划
三都镇下辖以下地区：
三都集镇社区、东浒村、东山村、小山村、三都村、黄田村、战坑村、枫槎村、大槽村、浆里村、理溪村、坪段村、西六村、巷口村、新安村、交古村、明星村、望湖村、新建村和仰天湖村。